# Maykon
Pour les articles ayant des titres homophones, voir Maycon et Maicon.
Maykon Daniel Elias Araújo est un footballeur brésilien né le 20 avril 1984 à Araranguá dans l'État de Santa Catarina. Il évoluait au poste d'arrière gauche.

## Biographie
Le 30 janvier 2014, Maykon Araujo s'engage avec le Fury d'Ottawa pour sa première saison en NASL.